# ساشا اسپیلبرگ
ساشا ربکا اسپیلبرگ (به انگلیسی: Sasha Rebecca Spielberg); زادهٔ ۱۴ می ۱۹۹۰)، بازیگر آمریکایی است.

## زندگی‌نامه

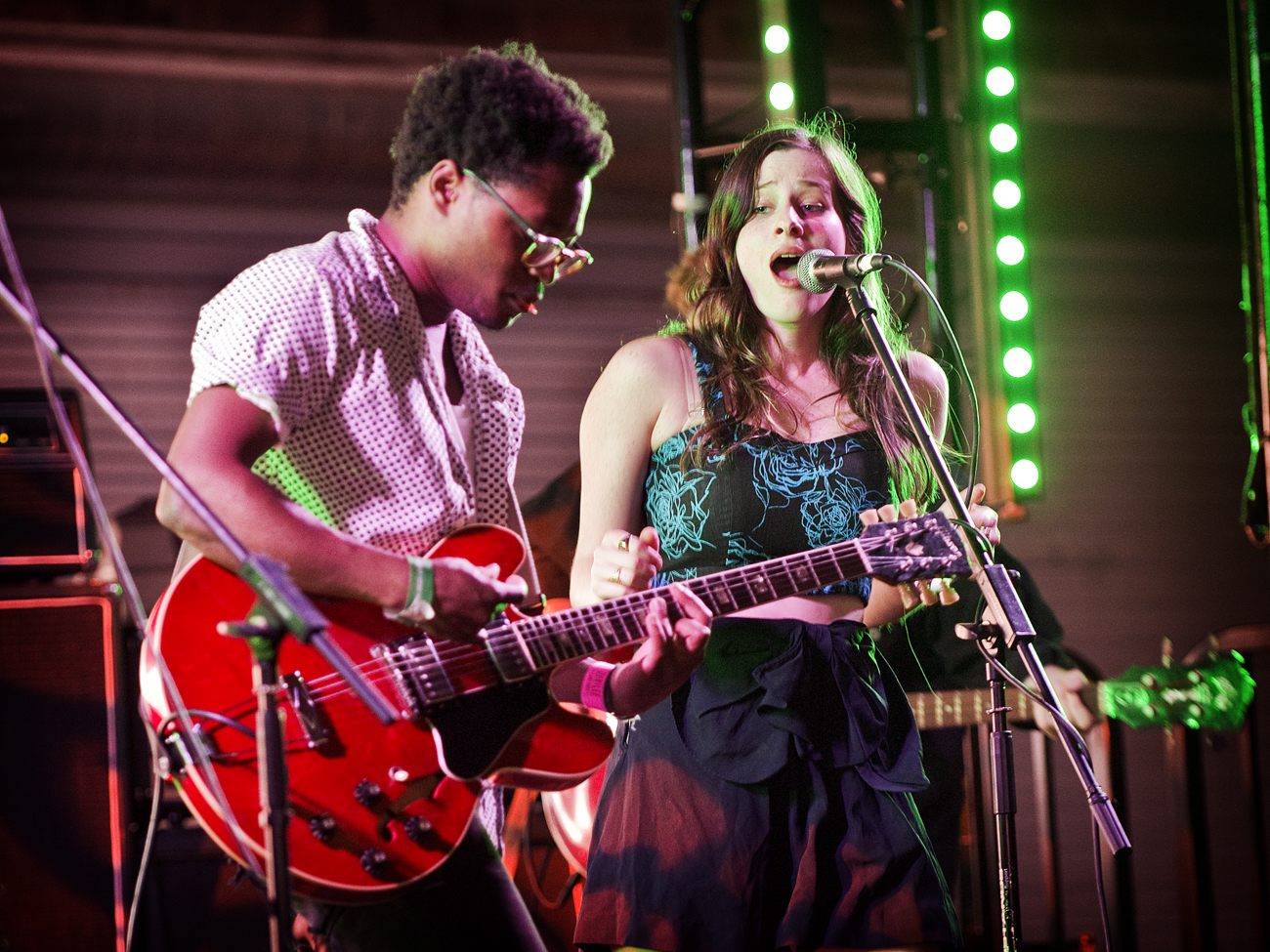
ساشا و برادرش تئو اسپیلبرگ، گروه «واردل»، لس آنجلس سال ۲۰۱۳

ساشا، دختر استیون اسپیلبرگ کارگردان سینما، و کیت کاپشاو بازیگر آمریکایی است.
او ۳ خواهر به نام‌های: میکائیلا اسپیلبرگ، دستری اسپیلبرگ، و یک خواهر هم‌نیا به نام جسیکا کاپشاو (بازیگر آمریکایی)، و سه برادر به نام‌های: تئو اسپیلبرگ، ساویر اسپیلبرگ، و یک برادر هم‌نیا به نام مکس اسپیلبرگ دارد.
او در چند فیلم پدرش از جمله: ایندیانا جونز و قلمرو جمجمه بلورین و ترمینال ظاهر شده‌است.او در فیلم سرزمین خشک بازی کرده است.
وی در دانشگاه براون واقع در رود آیلند حضور داشته‌است؛ و یک گروه موسیقی با برادرش تئو اسپیلبرگ به نام (Wardell) تشکیل داد، که در گذشته تحت عنوان گروه «برادر/خواهر» شناخته شده‌است. گروه «برادر/خواهر» یک آلبوم به نام باغ‌وحش تصادفی (به انگلیسی: The Accidental Zoo)، در ۴ آوریل ۲۰۱۱ منتشر کرد.

## فیلم‌شناسی
| عنوان                              | سال  | نقش                                     | توضیح |
| ---------------------------------- | ---- | --------------------------------------- | ----- |
| عشق‌نامه                            | ۱۹۹۹ | دختر با فشفشه                           |       |
| ترمینال                            | ۲۰۰۴ | لوسی                                    |       |
| مونیخ                              | ۲۰۰۵ | زن اسرائیلی جوان در حال تماشای تلویزیون |       |
| ایندیانا جونز و قلمرو جمجمه بلورین | ۲۰۰۸ | ضربه‌زن                                  |       |
| کمپانی مردان                       | ۲۰۱۰ | سارا                                    |       |
| زمین خشک                           | ۲۰۱۰ | سالی                                    |       |
| بچه‌ها حال‌شان خوب است               | ۲۰۱۰ | دختر سرراهی                             |       |
| هنر گرفتن توسط                     | ۲۰۱۱ | زویی رابنستون                           |       |
| قبل از اینکه بخوابم                | ۲۰۱۳ | ریچل                                    |       |

## دیسکوگرافی
| عنوان            | سال  | نقش | توضیح |
| ---------------- | ---- | --- | ----- |
| برادر/خواهر ای‌پی | ۲۰۱۳ |     |       |